# Arístides

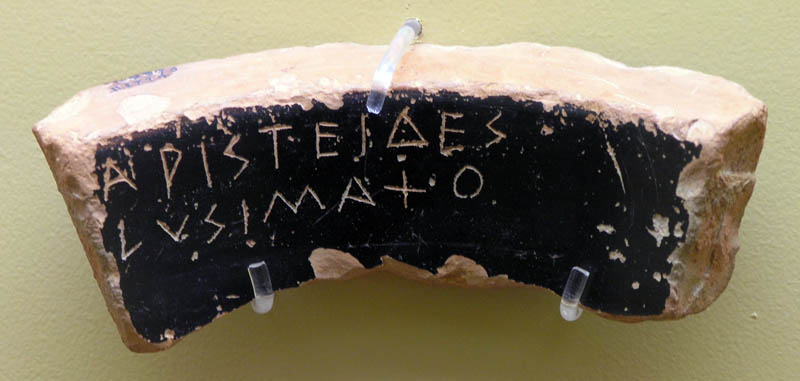
Ostracón con el nombre de Arístides.

Arístides (en griego, Ἀριστείδης; Aristídes en pronunciación antigua) fue un estadista ateniense del siglo V a. C. que vivió entre el año 530 a. C. y el 468 a. C., arconte y estratego durante las guerras médicas. 
Obtuvo el sobrenombre de «el Justo». El antiguo historiador Heródoto lo citó como «el mejor y más honorable hombre de Atenas», y un tratamiento parecido le dispensó el filósofo Platón en sus escritos.

## Biografía
Era hijo de Lisímaco y primo de Calias. Aunque se supone que en un principio fue seguidor de Clístenes, lo cierto es que no se tienen noticias firmes hasta el año 490, cuando siendo estratego apoyó los planes de Milcíades y protagonizó la batalla de Maratón. Al año siguiente fue nombrado arconte epónimo. Fue el principal oponente a la política de Temístocles para hacer de Atenas una potencia marítima. Arístides se convirtió en el dirigente de una tendencia conservadora, pero fue derrotado y en el 482 fue condenado al ostracismo. En el 480 a. C. regresó de su exilio en Egina al amparo de la amnistía general y participó en la batalla de Salamina, donde condujo a los hoplitas que ocuparon la estratégica isla de Psitalea. El historiador Heródoto disiente sobre este hecho y cuenta que cuando se dio dicha batalla Arístides estaba todavía en el destierro. Inmediatamente recobró su influencia política y fue elegido estratego al menos tres años seguidos (480/79-478/77). En el 479 estuvo junto a Mirónides al frente del contingente ateniense en Platea. A pesar de su oposición a Temístocles, coincidía con él en cuanto a la política exterior, y así en el 478 le apoyó en su propuesta sobre el amurallamiento de Atenas. En este año tuvo a sus órdenes la escuadra ateniense en la flota griega puesta bajo la dirección del espartano Pausanias, atrayéndose grandes simpatías entre los jonios. A comienzos del 477, junto al estadista Cimón, se constituyó la Liga de Delos bajo la hegemonía de Atenas, acontecimiento en el que Arístides tuvo un papel de gran importancia al organizar los aspectos financieros, redactar los estatutos y fijar las contribuciones de barcos, hombres y dinero que debía aportar cada ciudad-Estado para engrosar el tesoro de la Liga de Delos, con tal acierto que recibió el sobrenombre de el Justo. Poco después se retiró de la política y murió c. 467 y se cuenta que el Estado ateniense tuvo que conceder una pensión a sus hijas, ya que Arístides estaba en la indigencia. Esta leyenda contradice el hecho de que se supone que debía ser lo suficientemente rico como para haber sido nombrado arconte.
Se cuenta que, cuando se iba a celebrar la asamblea en la que sería condenado al ostracismo, un campesino le pidió que escribiera en la tablilla el nombre de su elegido, el propio Arístides. Este le preguntó qué mal había hecho Arístides para merecer su voto, a lo que el campesino dijo: «No lo soporto, todo el mundo dice que es el más justo». Arístides, sin preguntar más, escribió su nombre en la pieza de cerámica y se la entregó al campesino. Como dice Finley, tal cuento edificante no es verosímil, sino propaganda. De hecho, se ha documentado arqueológicamente un fraude en un proceso de ostracismo contra Temístocles, que fuera rival político de Arístides, lo cual, si bien no le acusa directamente, sí proyecta dudas sobre la ética y pureza de la política ateniense de la época.